# Силачский сельсовет
Силачский сельсовет — административно-территориальная единица, входившая в состав Верхнеуфалейского городского совета Челябинской области России. Ныне территория Верхнеуфалейского городского округа.
Административный центр — посёлок железнодорожной станции Силач.

## История
Организован в 1933 году как Аракульский сельский Совет рабочих, крестьянских и красноармейских депутатов. Административный центр находился на железнодорожном разъезде Силач Уфалейского района Свердловского округа Уральской области.
С декабря 1939 — Аракульский сельский Совет депутатов трудящихся Уфалейского района.
В феврале 1944 г. передан в Каслинский район.
С 16 сентября 1954 г. передан в административное подчинение Верхнеуфалейскому городскому Совету депутатов трудящихся.
Со 2 июля 1968 г. на основании решения Верхнеуфалейского горисполкома Аракульский сельсовет переименован в Силачский сельский Совет депутатов трудящихся.
С октября 1977 г. — Силачский сельский Совет народных депутатов.

## Состав
Согласно Уставу муниципального образования «Город Верхний Уфалей» (в редакции от 21 июня 2000 г.; недействующий), Глава 1. Основные положения (ст.ст.1-6), Статья 4,
в Силачский сельсовет входили: посёлки Силач, железнодорожная станция; Макаровский, Укагач, остановочный пункт; Иткуль, железнодорожный разъезд.
Тот же состав на 1977 и 1980 годы.
В 1970 году шесть населённых пунктов: Силач, Аракуль, Костёр, Макаровский, Укагач:43.

## Инфраструктура
Школа, библиотека, ветпункт, 2 медпункта, клуб, Силачский лесозаготовительный участок.